# Campionato svizzero di hockey su ghiaccio 1931-1932

## Campionato Internazionale

### Partecipanti
Château-d'Œx · 
 Davos · 
 Akademischer EHC Zürich · 
 Grasshopper Club · 
 Lycée Jaccard · 
 Rosey-Gstaad · 
 St. Moritz · 
 Star Lausanne · 
 Zürcher SC · 

#### Rinunciano
Arosa · 
 Lyceum Zuoz

### Verdetti
| Campionato Internazionale 1931-1932 |
| ----------------------------------- |
| Davos                               |

## Campionato Nazionale

### Partecipanti
Berna · 
 Château-d'Œx · 
 Davos · 
 Akademischer EHC Zürich · 
 Grasshopper Club · 
 Losanna · 
 Star Lausanne · 
 Zürcher SC

### Verdetti
| Campionato Nazionale 1931-1932 |
| ------------------------------ |
| Davos                          |